# Scott Lowell
Scott Lowell (* 22. Februar 1965 in Denver, Colorado) ist ein US-amerikanischer Schauspieler.

## Leben und Karriere
Er wuchs in Connecticut auf, wo er am Connecticut College und am National Theatre Institute Theater- und Schauspielunterricht nahm. Anschließend ging Lowell nach Chicago, wo er viele Jahre blieb und sich in der Theaterszene einen Namen machte. Durch Auftritte in bedeutenden Stücken wie Der Steppenwolf oder The Goodman erwarb er großes Ansehen.
In Chicago bekam er auch seine erste bedeutsamere Fernsehrolle in Early Edition. Lowell war seit Mitte der 90er Jahre in zahlreichen Filmen und Fernsehserien zu sehen. Einem breiten Publikum wurde er durch seine Rolle Theodore 'Ted' Schmidt  in der Fernsehserie Queer as Folk bekannt. Diese Serie um eine Gruppe homosexueller Freunde in Pittsburgh liegt Lowell noch heute am Herzen, dass er persönlich in einer einmaligen Aktion gemeinsam mit einer deutschen Frau die Verhandlungen zur weltweit ersten Queer as Folk-Fan-Convention aufnahm, zu der alle neun Hauptdarsteller (u. a. Sharon Gless und Gale Harold) erwartet wurden: „Sie vertrauen alle auf meine Meinung, und wir sind unseren europäischen Fans alle so dankbar, dass mein Vorschlag, nach Deutschland zu kommen, um sie zu treffen, mit nichts als Enthusiasmus aufgenommen wurde.“ Die Veranstaltung fand im Juni 2012 in Köln statt.
Scott Lowell lebt in Los Angeles.

## Filmografie (Auswahl)
- 1996: Opus 27 (Kurzfilm)
- 1997: Allein gegen die Zukunft (Early Edition, Episode 2x03)
- 1999: Caroline in the City (Fernsehserie, Episode 4x14)
- 1999: Love Bites (Kurzfilm)
- 1999: The Debtors
- 2000: Frasier (Frasier, Fernsehserie, Episode 7x16)
- 2000: Alien Attack – The Final Invasion (Alien Fury: Countdown to Invasion, Fernsehfilm)
- 2000: Ladies Room L.A. (Kurzfilm)
- 2000: Damned If You Do (Kurzfilm)
- 2001: Random – Nichts ist wie es scheint (On the Edge, Fernsehfilm)
- 2000–2005: Queer as Folk (Fernsehserie, 93 Episoden)
- 2006–2009: American Dad (American Dad!, Fernsehserie, 4 Episoden, Sprechrolle)
- 2006: Trapped Ashes
- 2007: Ping Pong Playa
- 2008: To Live and Die in Dixie
- 2008: Scuba Man (Kurzfilm)
- 2008: Criminal Minds (Fernsehserie, Episode 3x18)
- 2008: Leverage (Fernsehserie, Episode 1x04)
- 2009: Walter's Wife (Kurzfilm)
- 2009: Heroes (Fernsehserie, Episode 4x01)
- 2010: The Defenders (Fernsehserie, Episode 1x03)
- 2010: Donna's Revenge (Fernsehserie, 2 Episoden)
- 2011: Navy CIS (Fernsehserie, Episode 8x17)
- 2011: The Chicago 8
- 2011: Supah Ninjas (Fernsehserie, Episode 1x06)
- 2011: CSI: NY (Fernsehserie, Episode 8x05)
- 2011–2014: Bones – Die Knochenjägerin (Bones, Fernsehserie, 3 Episoden)
- 2012: Castle (Fernsehserie, Episode 4x13)
- 2012: CSI: Vegas (CSI: Crime Scene Investigation, Fernsehserie, Episode 13x08)
- 2013: The Fosters (Fernsehserie, Episode 1x09)
- 2015: Better Half
- 2016: Be Good for Rachel (Kurzfilm)
- 2016: $hitty Job$ (Kurzfilm)
- 2016: Rush Hour (Fernsehserie, Episode 1x12)
- 2016: Lucky Jay (Fernsehserie, Episode 2x03)
- 2016: Adoptable (Fernsehserie, 6 Episoden)
- 2018: Monsoon
- 2019: I’m Sorry (Fernsehserie, Episode 2x05)
- 2019: Navy CIS: New Orleans (NCIS: New Orleans, Fernsehserie, Episode 6x04)
- 2020: Steel Rain 2: Summit (강철비 2: 정상회담)
- 2021–2022: The Blank's YPF (Fernsehserie, 2 Episoden)

## Auszeichnungen
Scott Lowell war 2004 und 2005 nominiert für den Prism Award für seine Darstellung in der Fernsehreihe Queer as Folk.